# Campaea sesquistriataria
Campaea sesquistriataria là một loài bướm đêm trong họ Geometridae.